# Патрульные катера проекта 14310
Патрульные катера проекта 14310 «Мираж» — проект российских высокоскоростных патрульных катеров. 
Относятся к кораблям 4-го ранга.
Они предназначены для:
- охраны территориальных вод и экономической зоны;
- обеспечения службы морских контрольно-пропускных пунктов (досмотра судов, выполнения полицейских и таможенных операций и т. д.);
- борьбы с наркобизнесом, контрабандистами и диверсионными группами.

Основной конструктивной особенностью катера является комплекс автоматически управляемых интерцепторов, который включает в себя систему управления «Иолит-М», комплект электромеханических силовых приводов, блок датчиков гироскопа и устройства четырех носовых и четырех кормовых интерцепторов. 
Использование комплекса позволяет повысить скорость катера на 8-10 узлов, значительно снизить килевую и бортовую качку и улучшить мореходные качества в условиях сильного волнения.

## ТТХ
- Водоизмещение полное — 120,3 тонн
- Длина габаритная — 35,45 метров
- Ширина наибольшая — 6,60 метров
- Высота борта на миделе — 4,00 метров
- Осадка габаритная с учетом винтов — 2,70 метров
- Скорость максимальная при использовании интерцепторов — 50 узлов
- Скорость экономическая — 13 узлов
- Дальность плавания при экономической скорости — 1500 миль
- Автономность — 5 - 8 суток
- Экипаж — 15 человек